# مسجد الحاكم بأمر الله
جامع الحاكم بأمر الله مسجد بني عام 380 هـ في عهد العزيز بالله الفاطمي الذي بدأ في سنة 379هـ (989م) في بناء مسجد آخر خارج باب الفتوح ولكنه توفي قبل إتمامه فأتمّه ابنه الحاكم بأمر الله 403هـ (1012-1013م) لذا نسب إليه وصار يعرف بجامع الحاكم.

## وصف المسجد
ويبلغ طوله 120,5 مترا وعرضه 113 مترا فمساحته اقل من مساحة جامع عمرو وفي نهايتى واجهته البحرية (الشمالية الغربية) وتوجد المئذنتان ويحيط بهما قاعدتان عظيمتان هـرميتا الشكل وتتركب كل قاعدة من مكعبين يعلو أحدهما الآخر والمكعب العلوى موضوع إلى الخلف قليلا فوق السفلى ويبلغ ارتفاع الأخـير ارتفاع أسوار الجامع وتبرز من كل من المكعبين العلويين مئذنة مثمنة الشكل وفي منتصف هـذه الواجهة البحرية وبين المئذنتين يوجد مدخل الجامع الأثرى وهـو أول مدخل بارز بنى في جامع القـاهـرة يغطيه قبو اسطوانى عرضه 48ر3 مترا وطوله 50ر5مترا وفي نهايته باب عرضه 21ر2مترا ومعقود بعقد أفقى من الحجر وهـذا العقد والحائط الموجود فيه حديثا البناء ويوجد في المدخل عن اليمين وعن اليسار بقايا نقوش بديعة ارتفاعها 60ر1مترا تكون طبانا في المدخل ويؤدى المدخل إلى صحن الجامع الذي تحيط به الأواوين.

## الإيوانات
وهي على الترتيب الآتى: الإيوان الجنوبي الشرقي (ايوان القبلة) ويتكون من خمسة أروقة وبكل رواق 17 عقدا ويقابله الإيوان الشمالي الغربي ويتكون من رواقين وبكل رواق 17 عقدا أيضا والايوانات الشمالي الشرقي والجنوبي الغربي ويتكون كل منهما من ثلاثة أروقة وبكل رواق عقود وكل تلك العقود محمولة على أكتاف تشبه أكتاف الجامع الطولونى إذ توجد في الأركان الأربعة لكل كتف أعمدة مثل أعمدة الجامع الطولونى غير أنها أثخن ولا تيجان لها وقد كانت جميع العقود مغطاة بسقف مسطح من الخشب ويحيط بالسقف من أسفله فيما بينه وبين العقود ازار جصى من الكتابة الكوفية البديعة وجميع الأكتاف والأعمدة من طوب داكن يشبه الطوب المستخدم في بناء جامع بن طولون ويربط الأكتاف بعضها بعض مـيـد (أربطة خشبية) مكسوة بألواح مزخرفة بنقوش محفورة في الخشب كما كانت تعلو الأعمدة فرشات من الخشب المسطح مكونة من قطعتين أو ثلاث قطع وتوجد في نهايتى حائط القبلة قبتان محمولتان على مثمن كما توجد قبة ثالثة فوق المحراب وقد هـدمت القبة الشرقية بسبب إقامة السور الذي بناه بدر الجمالى ملاصقا للجدار الشرقي للجامع كما سدت جميع النوافذ في هـذا الجدار أيضا لنفس السبب المتقدم وقـد كان يوجد عن يمين المدخل الحالى بابان آخران وقد سدت جميعها كما كان يوجد بابان في الجانب الشرقي (باب في الوسط وباب ملاصق للمئذنة) وباب في منتصف الجانب الغربي وباب للخطيب بجوار المنبر فيصير مجموع الأبواب تسعة أما الشبابيك في هـذا الجامع فموضوعة على محور كل عقد بخلاف شبابيك الجامع الطولونى فانها منحرفة عنه قليلا وينتج عن ذلك أنه كان يوجد في الجامع الحاكم 16 شباكا وفي كل من الحوائط الجانبية و17 شباكا في كل من ايوان القبلة والحائط المقابل له وقد سدت المئذنتان شباكا من كل جهة فيصبح بذلك عدد الشبابيك 16 فقط ويوجد شباكان في الحائط الخلفى لايوان القبلة على يسار المحراب والزخرفة في هـذين الشباكين لاتشمل على زخرفة هندسية بل تتكون من زخارف نباتية متداخلة بعضها في بعض وكما ذكرنا كان يوجد ازار جصى يحيط بالجامع من الخط الكوفى البديع لا تزال آثاره باقية إلى اليوم في ايوان القبلة كذلك كانت القباب والشبابيك مزينة بزخارف جصية بديعة وحتى المـيـد الخشبية كانت مزينة محفورة في الخشب ولايزال بعضها موجودا في ايوان القبلة وقـد توالت صروف الزمان على هـذا المسجد فاعتدى عليه بدر الجمالى فسد منافذ الجدار الشرقي ببنائه السور ملاصقا لهذا الجدار كما أصابه زلزال سنة 702 هـ (1303م) بتلف شديد فتهدم كثير من العقود والأكتاف الحاملة لها وسقط السقف كما هـوت قمتا المئذنتين وتوالت عليه المصائب حتى تهدمت جميع أواوينه ما عدا بعض عقود في الايوانين القبلى والشرقي فاستخدمته وزارة الأوقاف المصرية مخزنا وحفظت فيه التحف والآثار الإسلامية قبل نقلها إلى الدار الحالية وتشغله الآن مدرسة السلحدار الابتدائية وقـد أصلحت إدارة حفظ الآثار العربية أكتاف النصف الغربي من الإيوان القبلى وعقوده، وقـد شيد الحاكم مسجدين آخرين هما جامع راشدة سنة 393هـ (1003م) الذي اشتق اسمه من الخطة التي بنى فيها وهـى خطة راشدة وجامع المقس الذي شيده على شاطئ النيل بالمقس ميناء القـاهـرة النهرى في ذلك الحين وليس لهما أثر اليوم .

## إعادة ترميم المسجد
أهمل المسجد لفترات طويلة حتى تحولت أروقته إلى مخازن لتجار الآخرين المحيطين بالمنطقة، إذ أنها منطقة تجارية، حتى عصر الرئيس أنور السادات والذي طلبت طائفة الشيعة البهرة الذي بدؤوا في الهجرة إلى مصر، الإذن بتجديده بالجهود الذاتية - ذلك أنه مكان مقدس بالنسبة لهم كما أن الحاكم بأمر الله نفسه شخصية مقدسة وتم ذلك، ودعي السادات إلى افتتاح المسجد وكان هناك تخوف من أن يكون ذلك محاولة لأغتياله، إلا أنه لم يحدث شيء، ومنذ ذلك الحين يقوم الشيعة البهرة الذين هاجروا إلى مصر واستقروا بها كتجار وخصوصاً في منطقة القاهرة العتيقة والجمالية وما حولها برعاية الجامع وهو مفتوح لجميع الطوائف بالصلاة بها.
كما وان الكثيرين مِن الموحدين الدروز مِن البلدان العربية المجاورة يزورون الجامع أثناء تواجدهم في مصر للتبرُّك والصلاة .

## انتقادات موجهة لعملية الترميم
أُثيرت انتقادات شديدة حول الكيفية التي تم بها ترميم الجامع، فيقول د. جلال الشايب الأستاذ بكلية الفنون الجميلة : "تسبب الترميم في تغيير معالمه الأثرية، وأصبح مبنى جديدًا بعد أن أهدروا قميته الأثرية التي تعود لألف عام ولم يتبق من قيمته التراثية سوى المإذنتين».

## أهمية الجامع
للجامع مكانة كبيرة عند الناس، ويتواجدون به كثيراً خصوصاً خلال شهر رمضان. ويقومون على رعاية الجامع بالجهود الذاتية.

## معرض صور

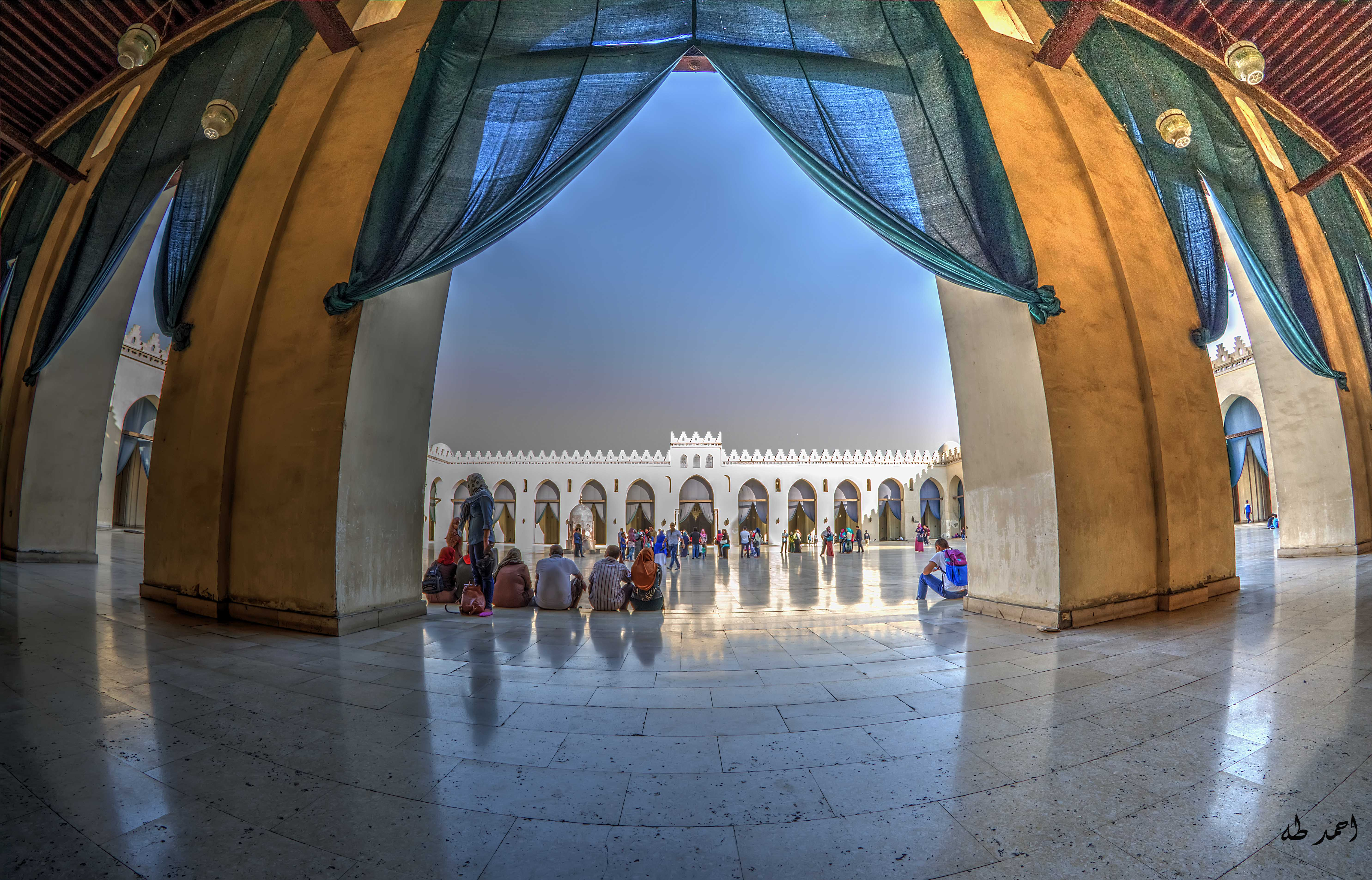
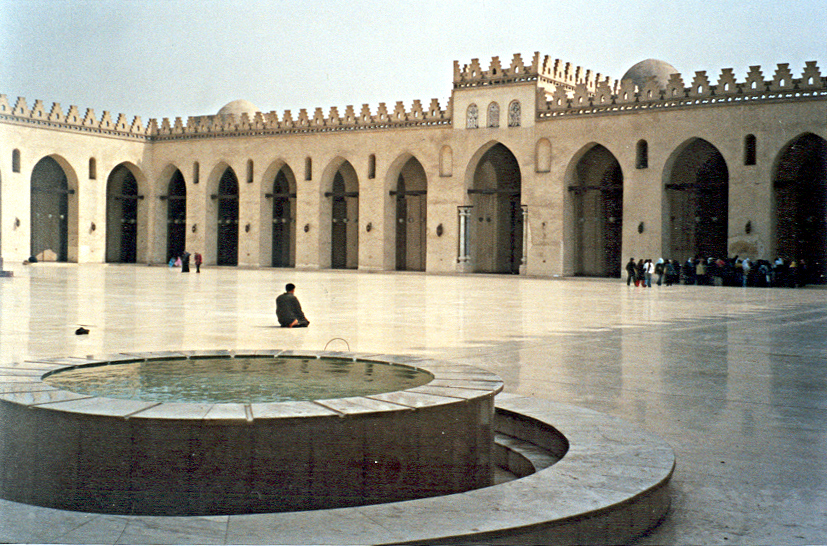
مكان الوضوء في المسجد
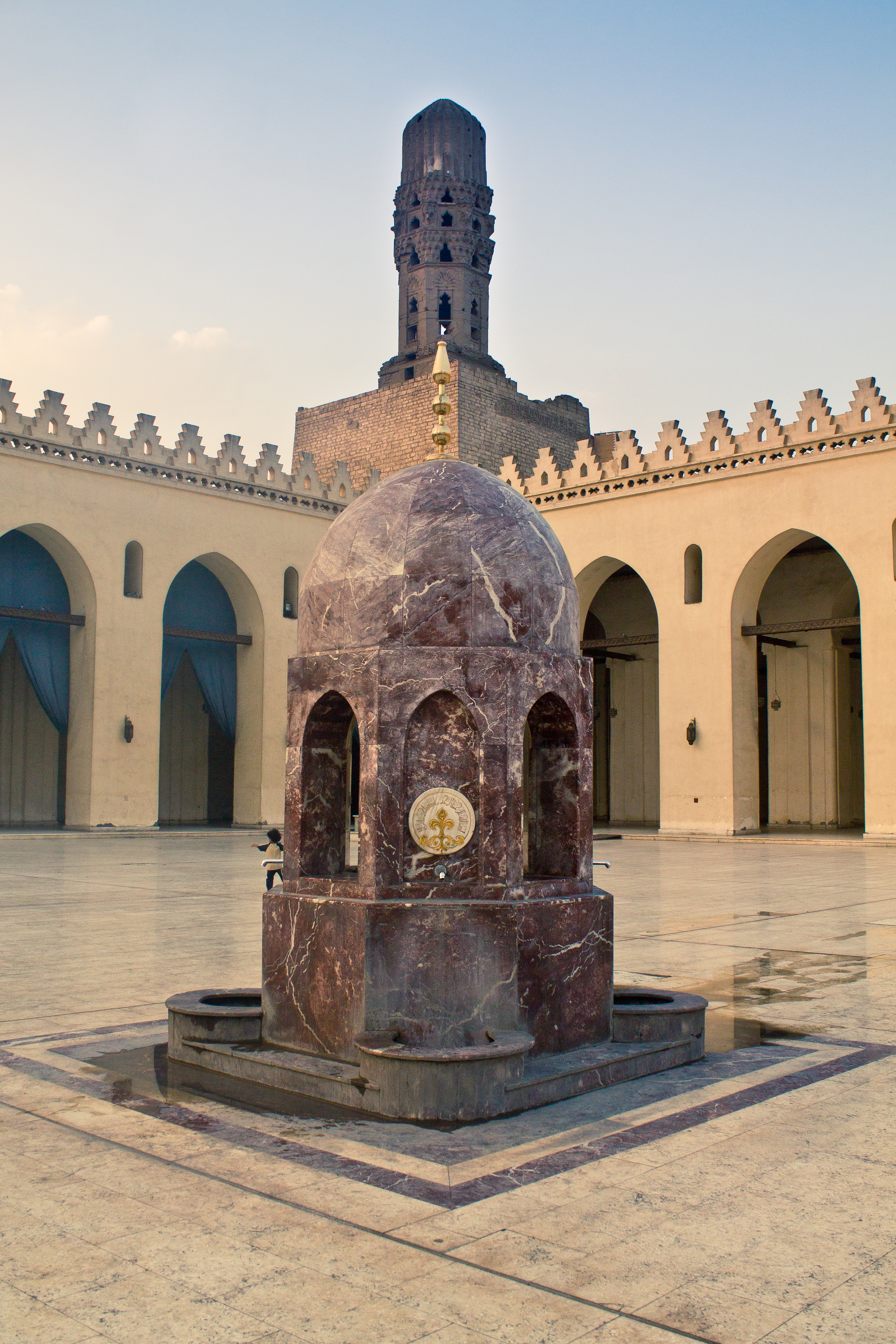
في باحة المسجد
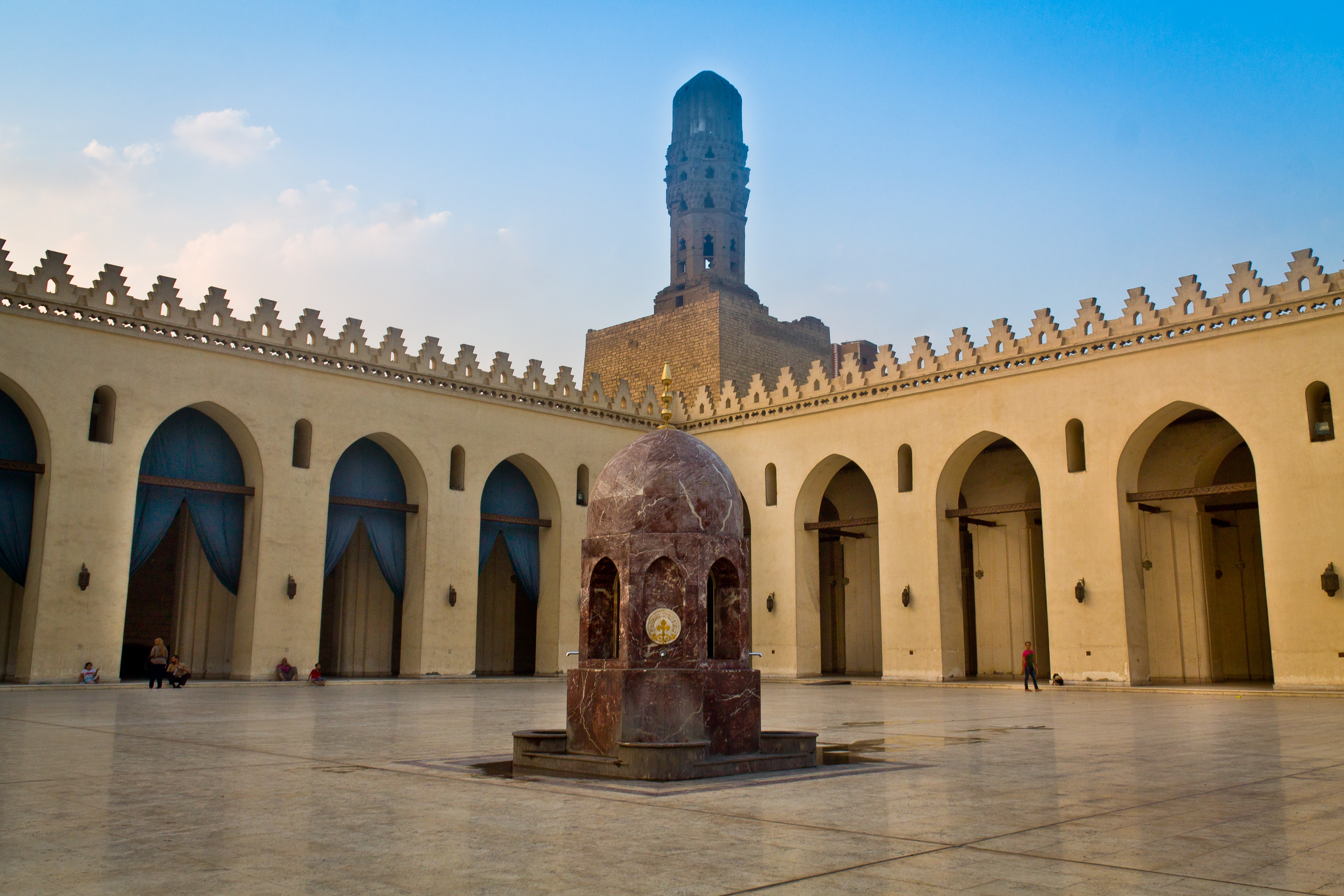
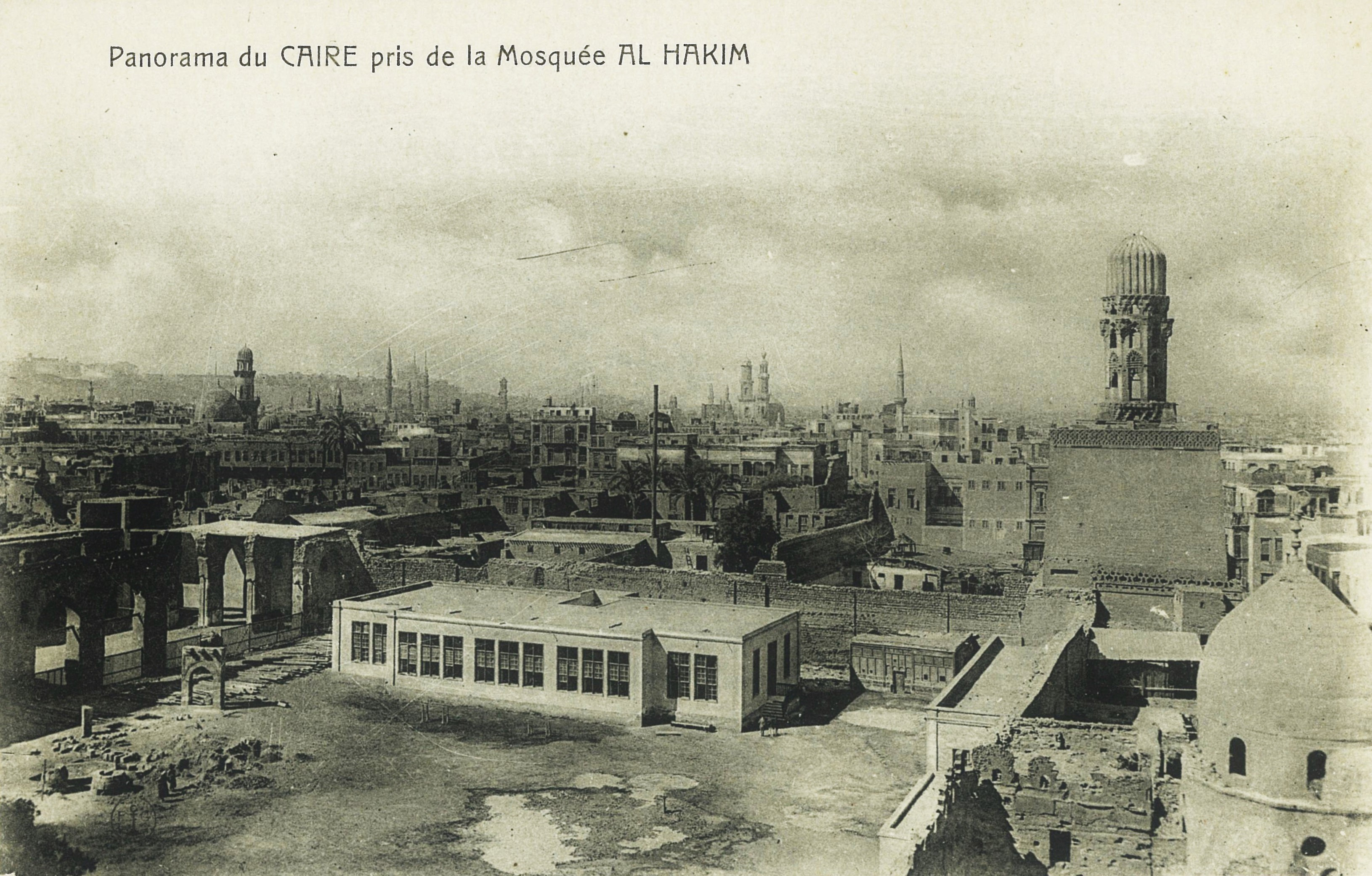
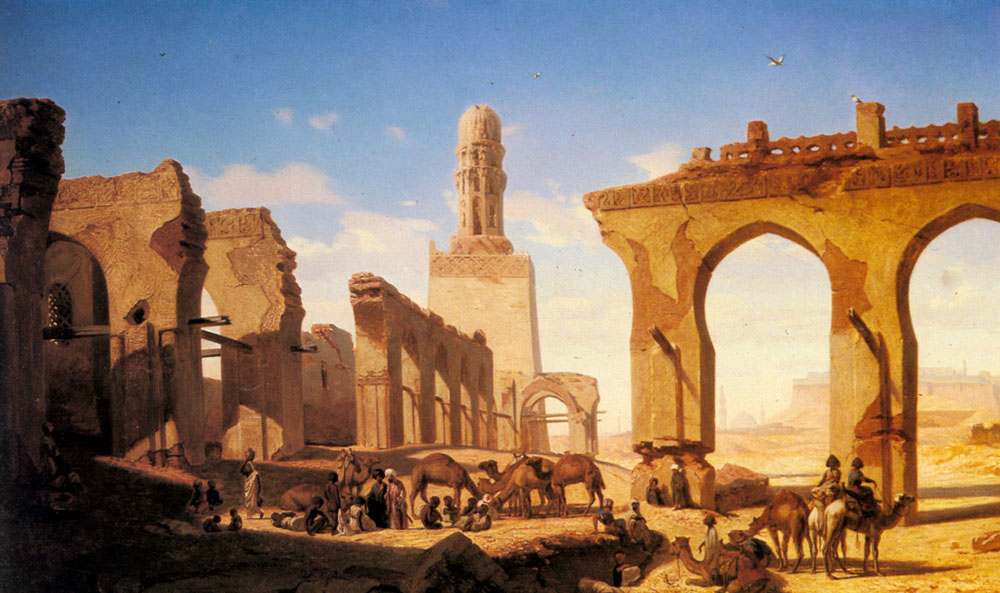
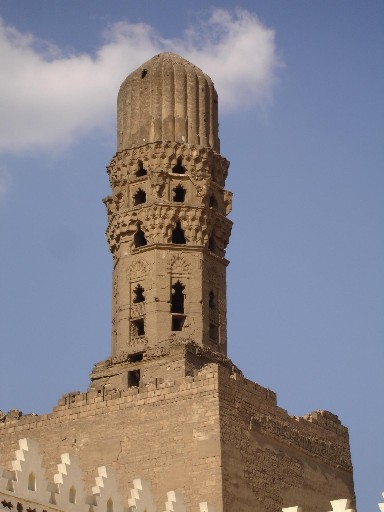
مئذنة المسجد
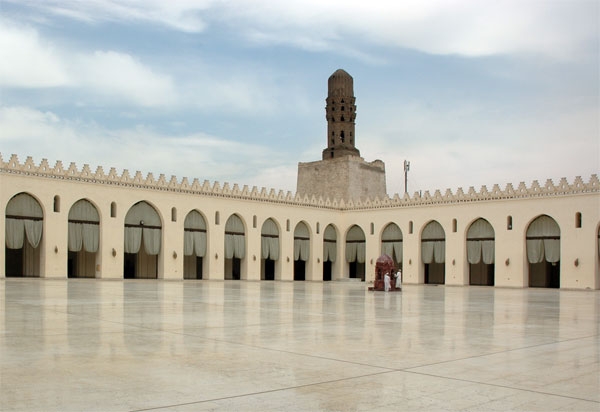
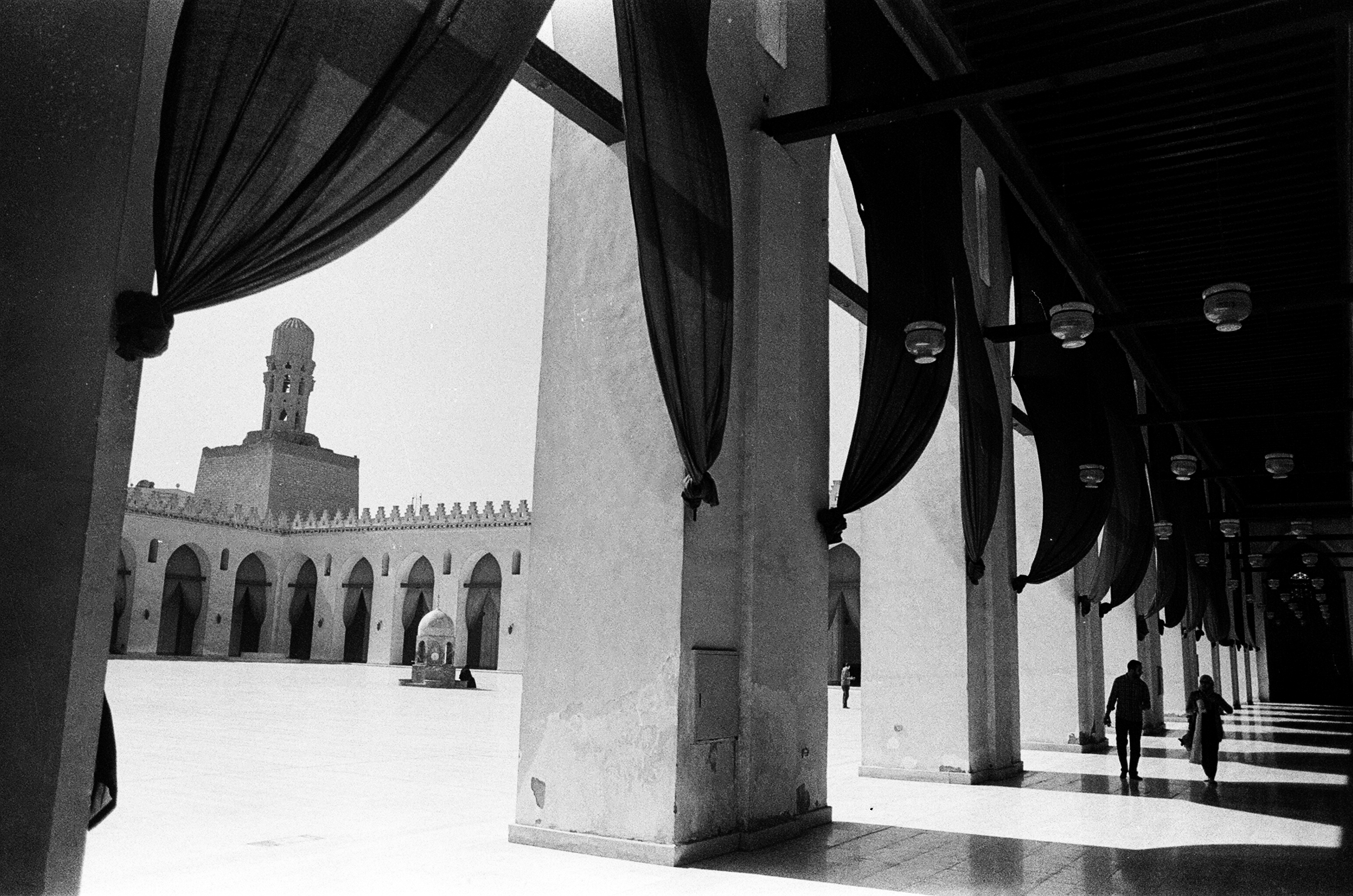
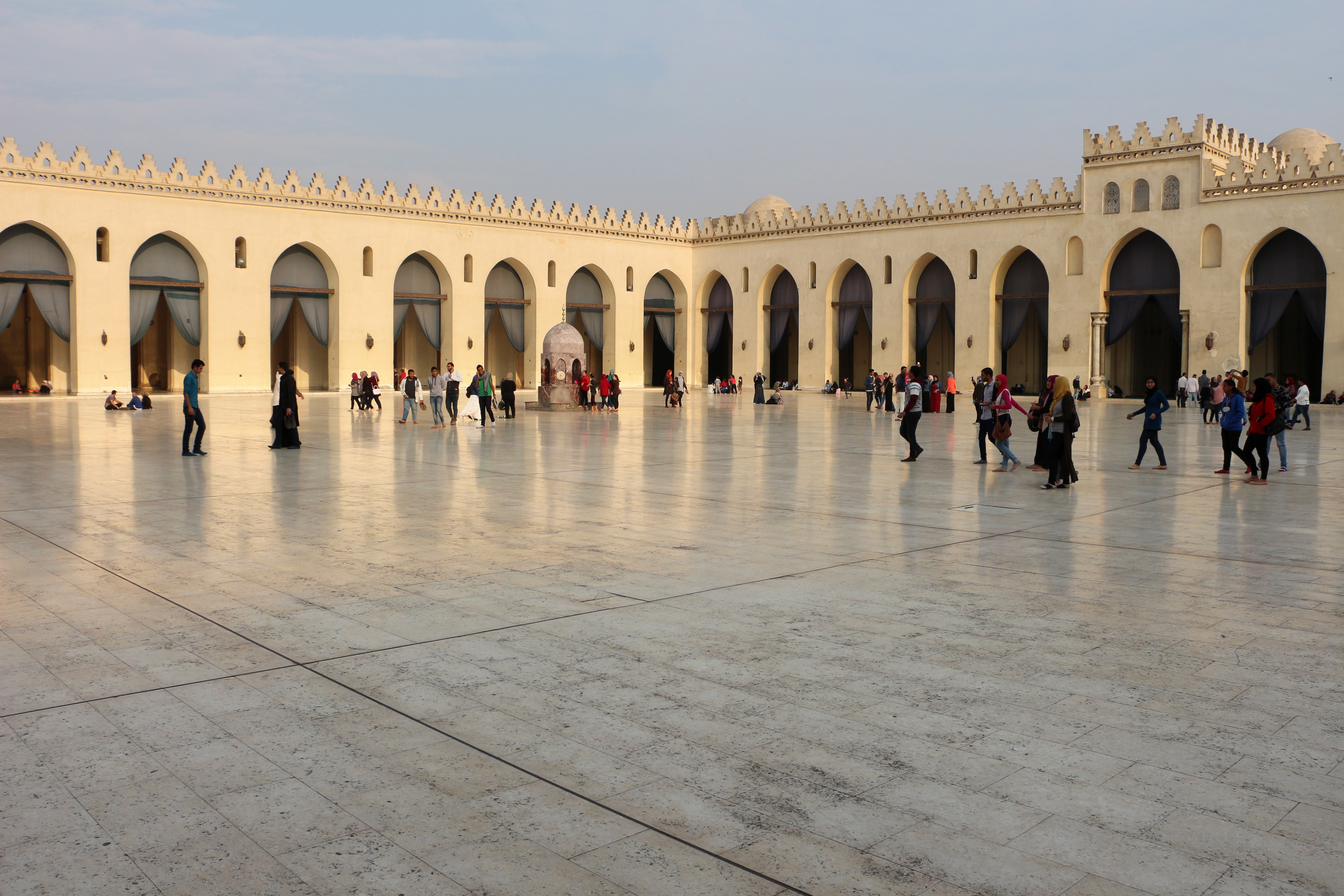
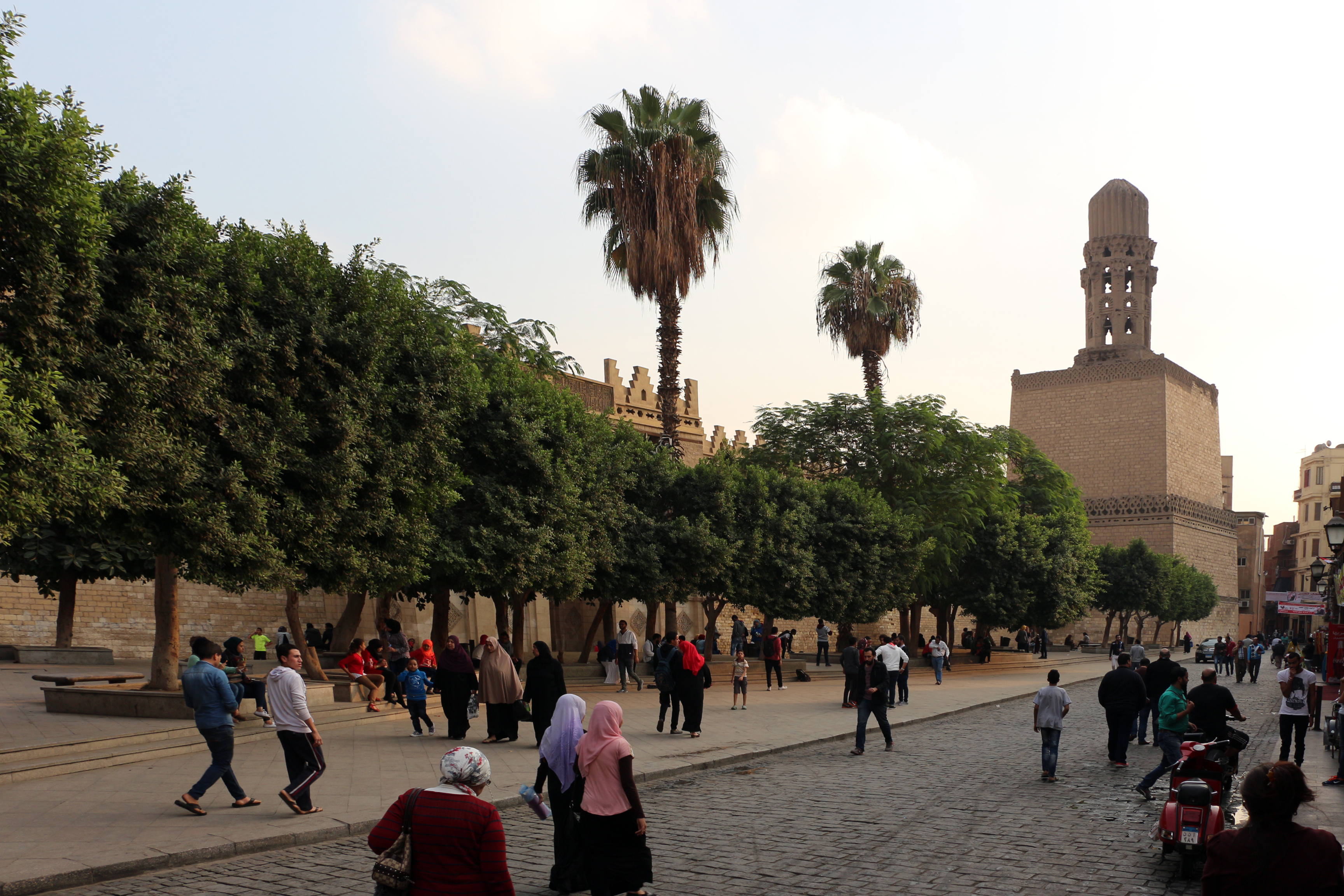
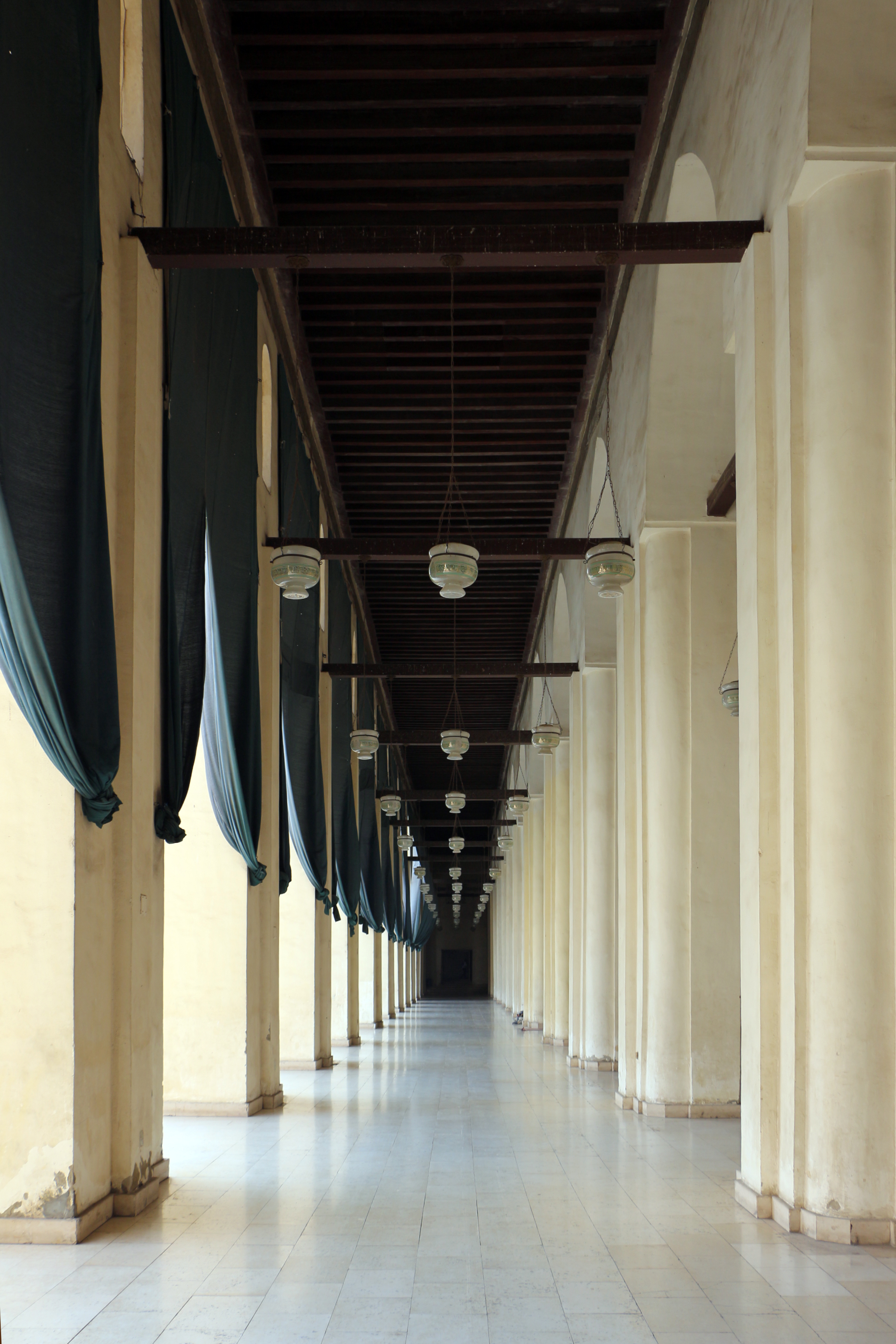
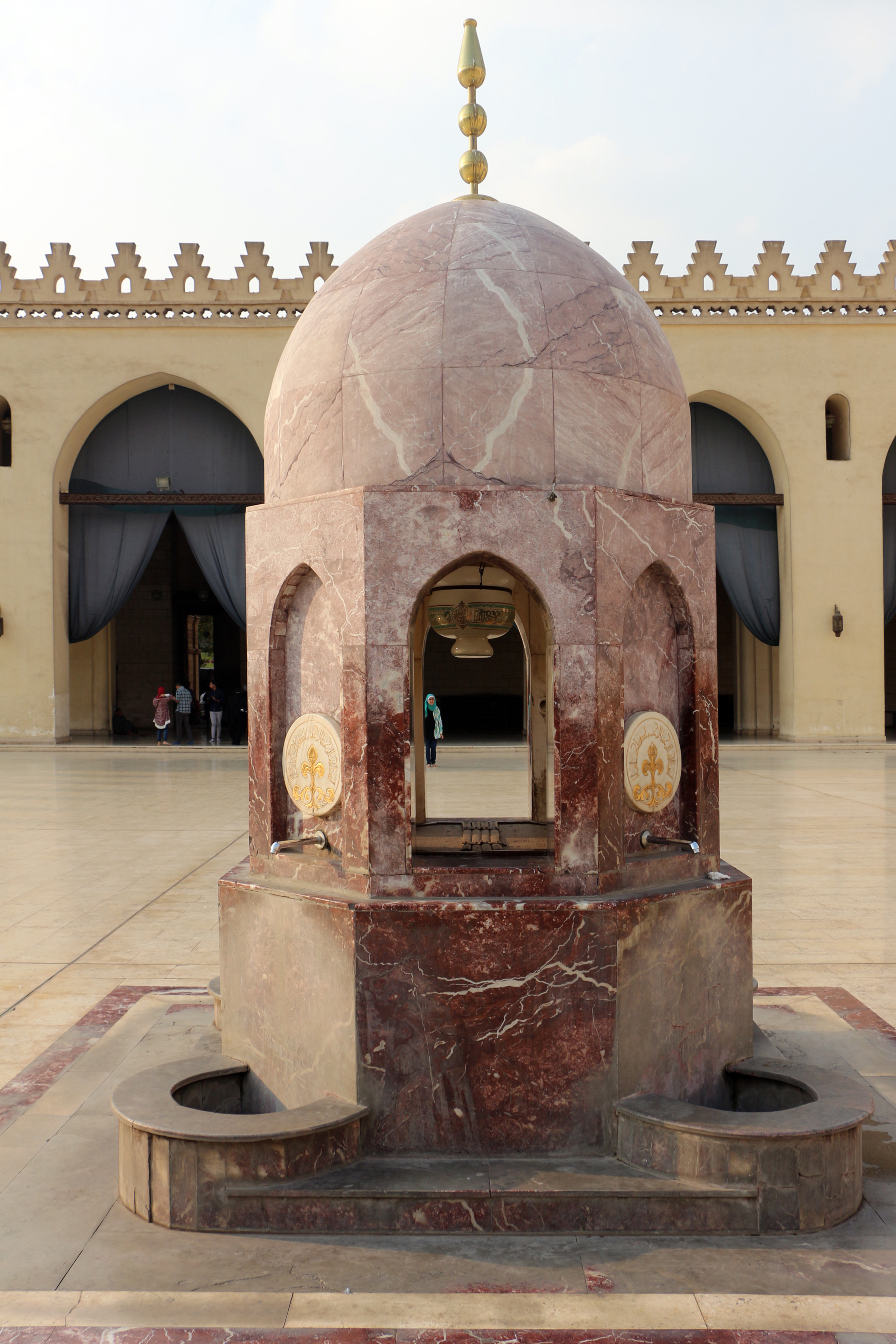
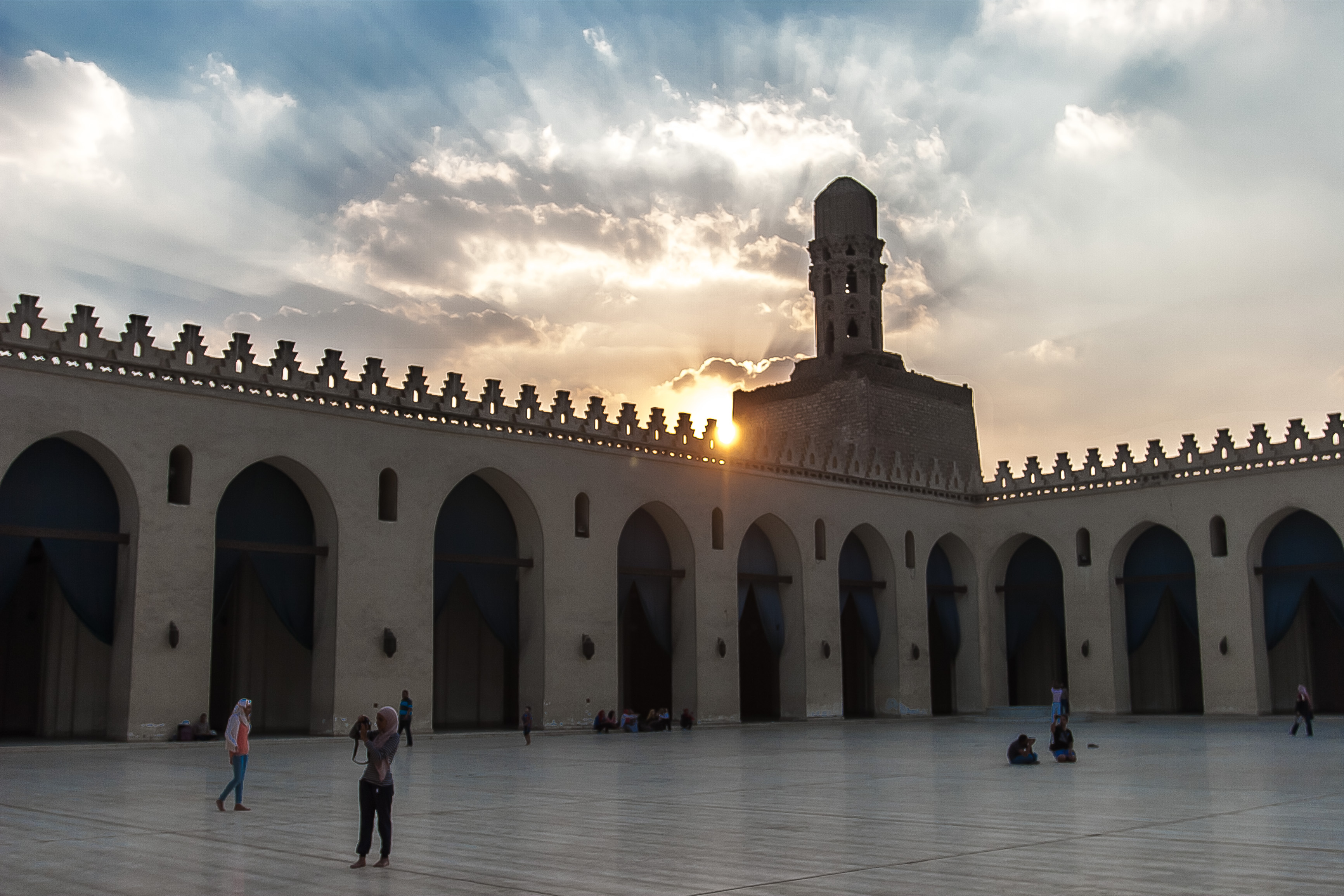
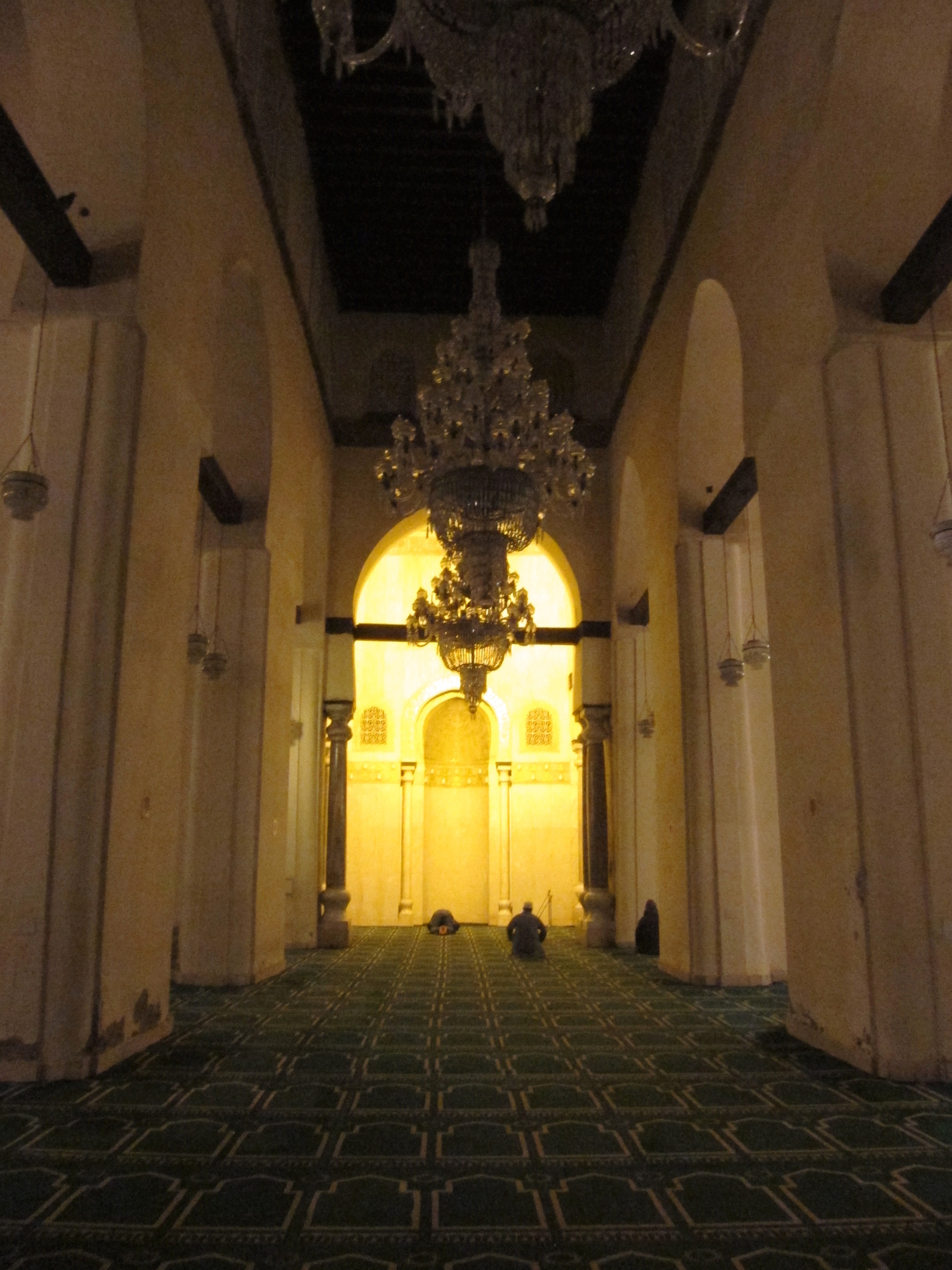
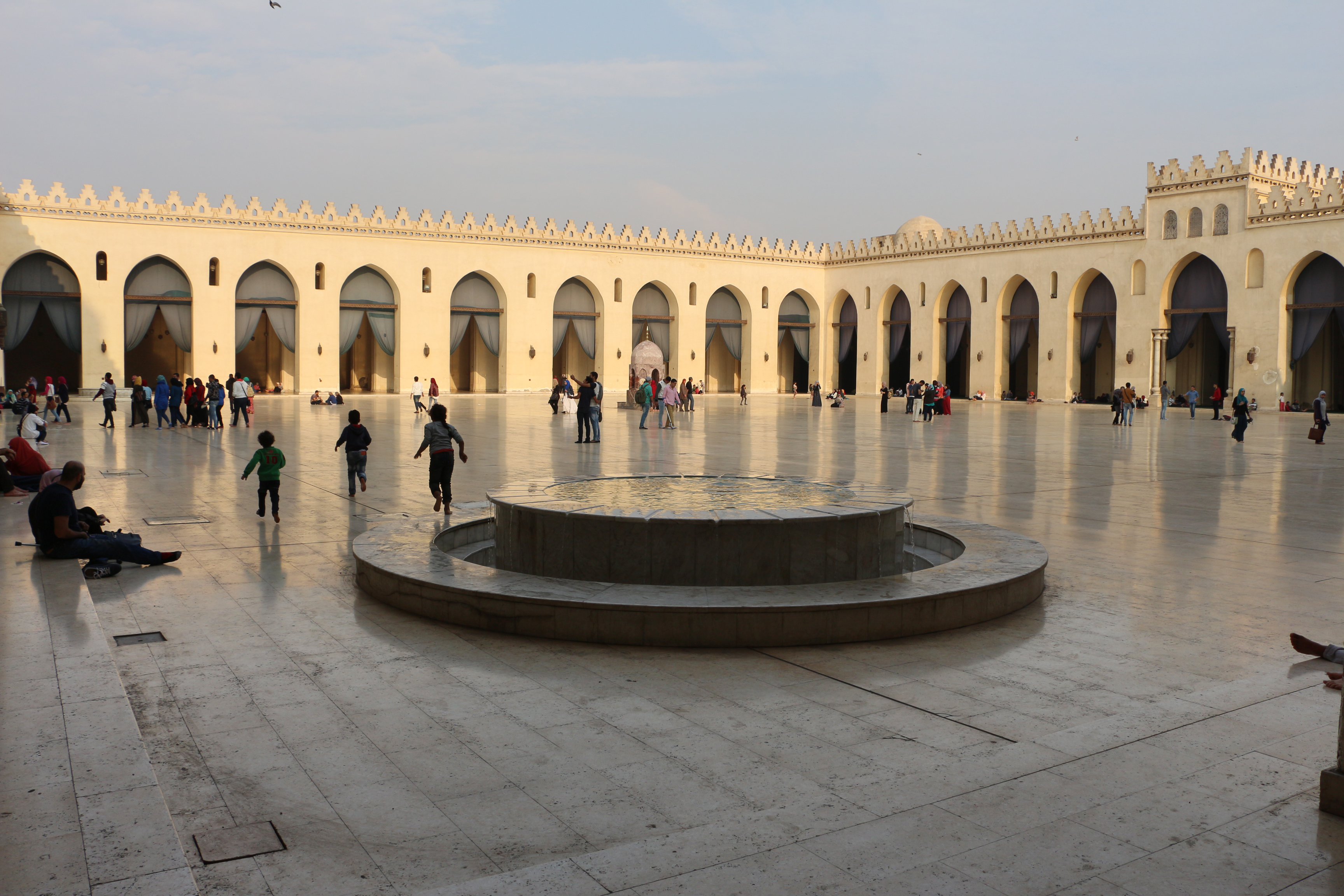
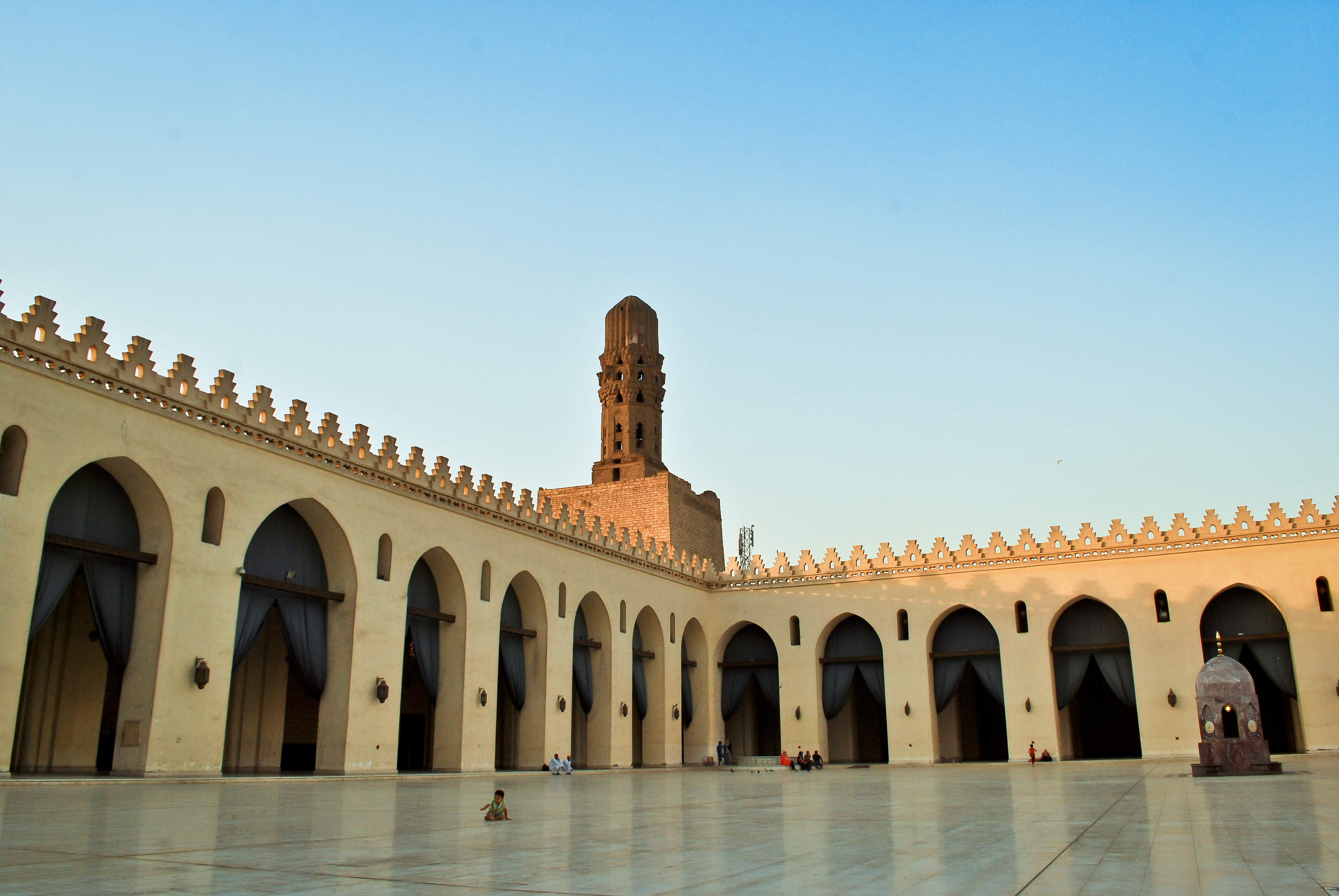
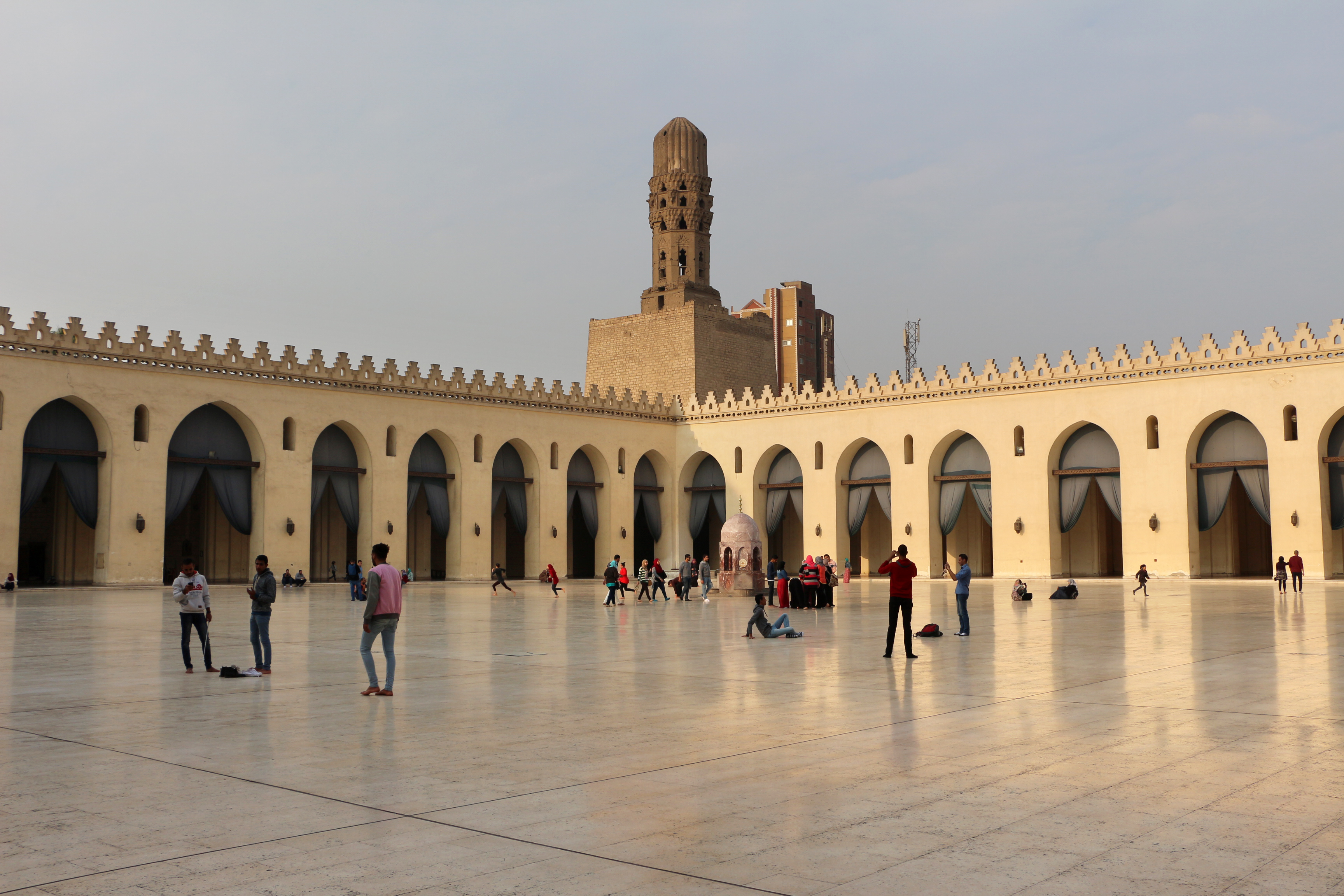
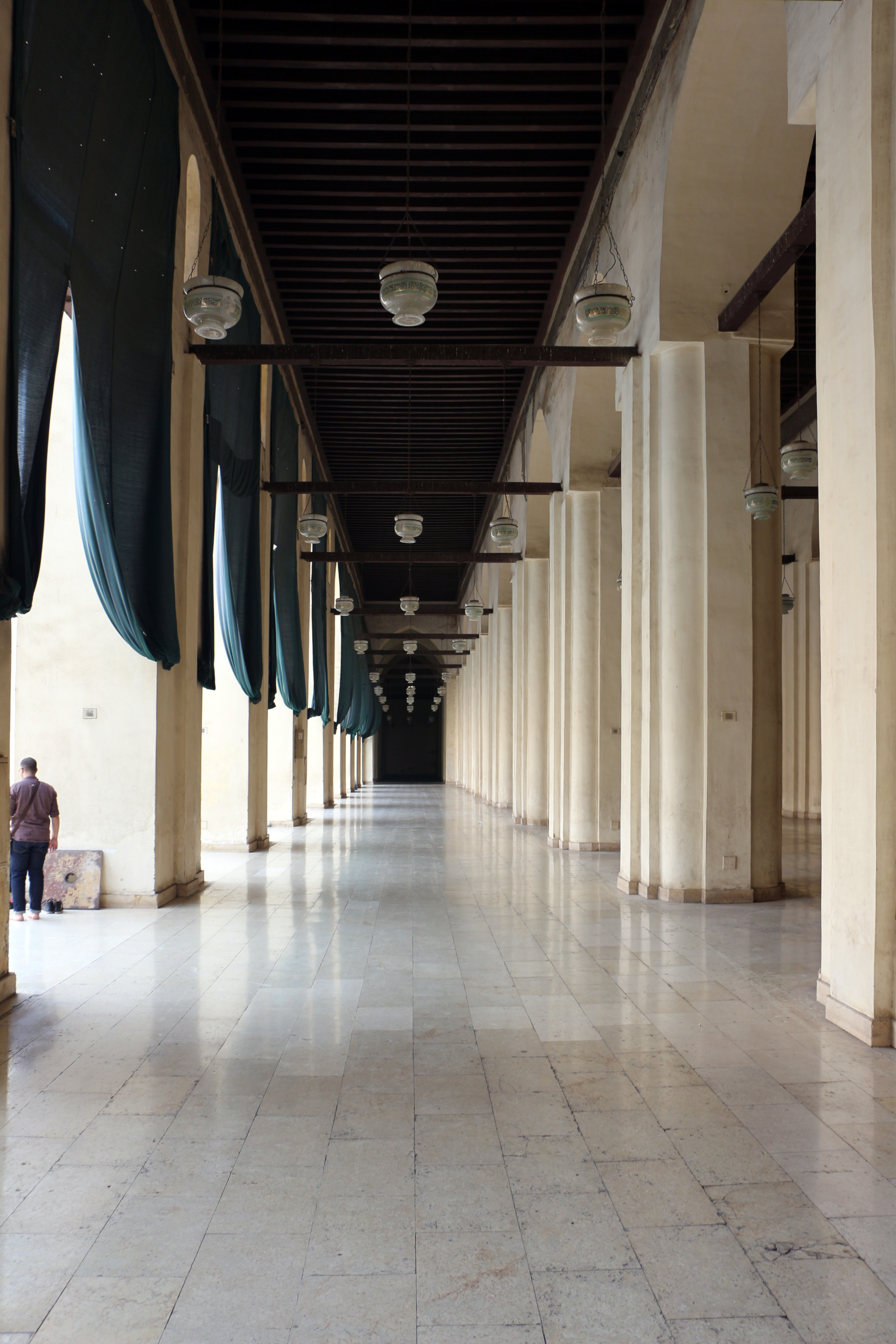
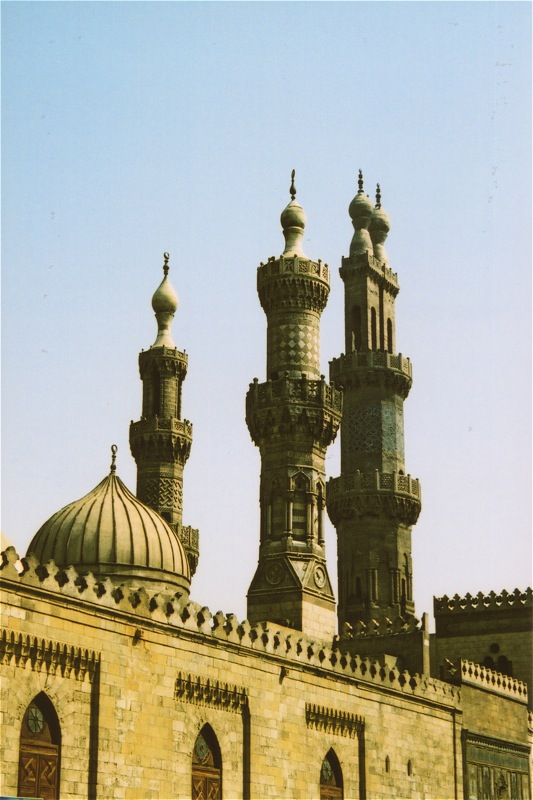
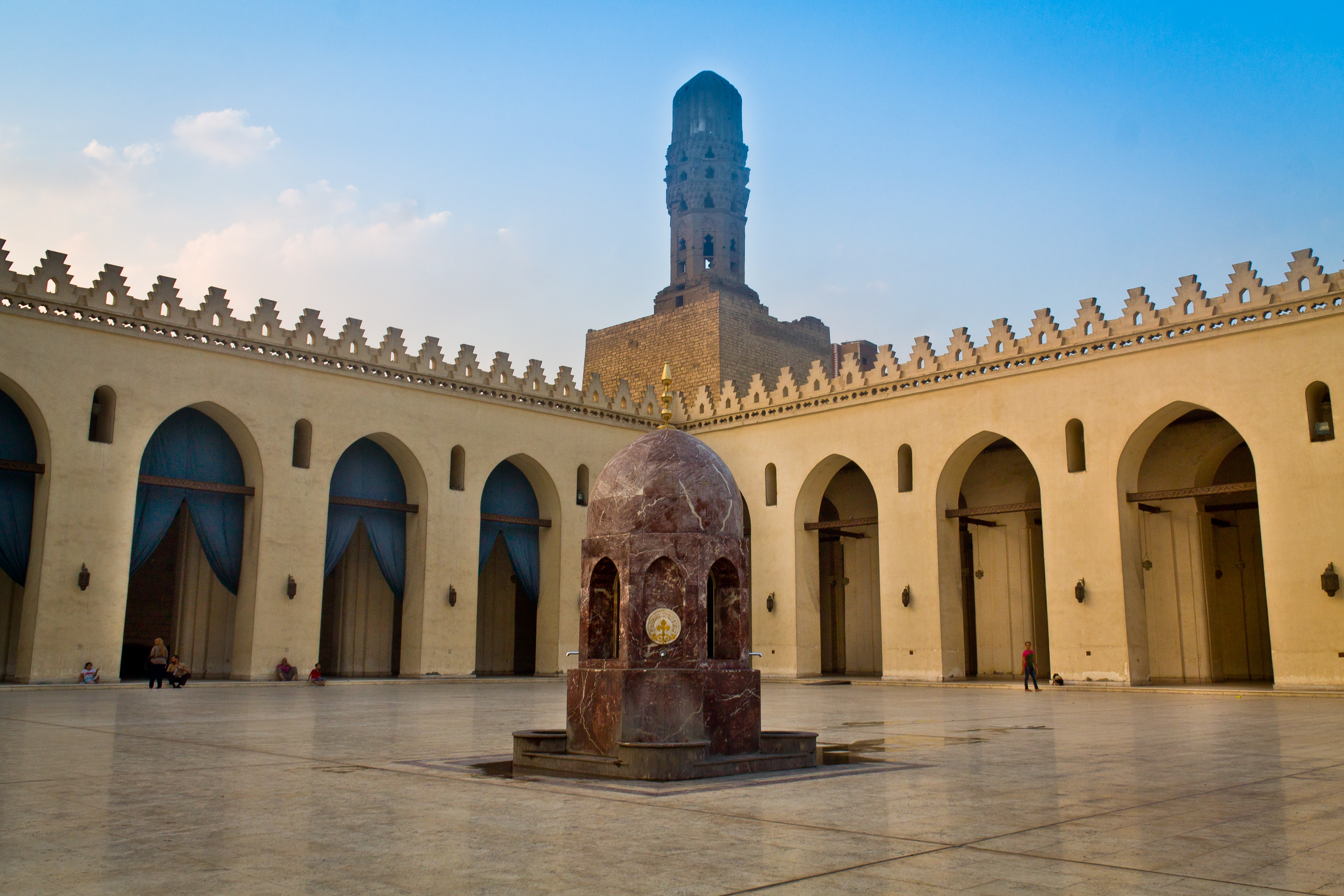
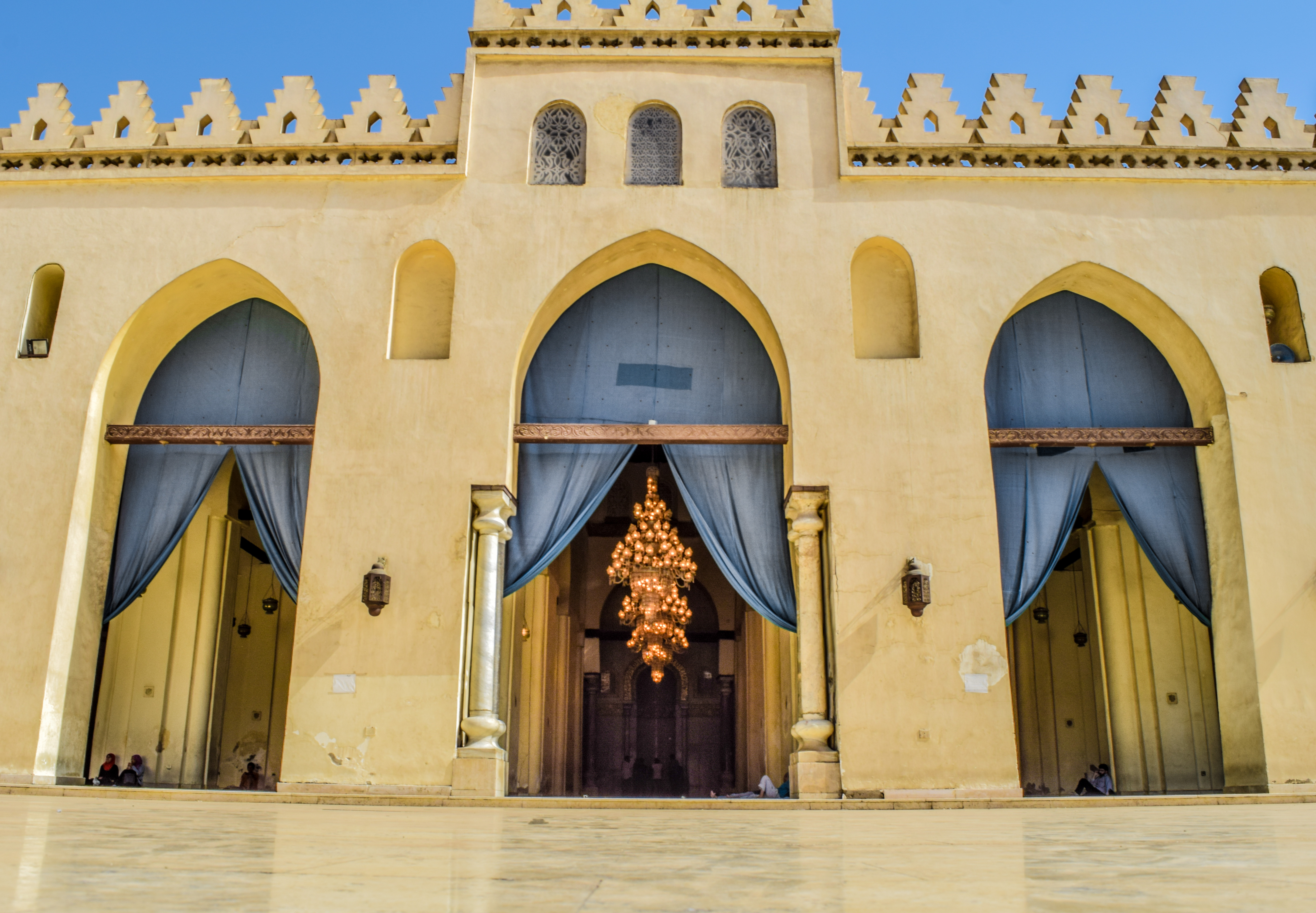
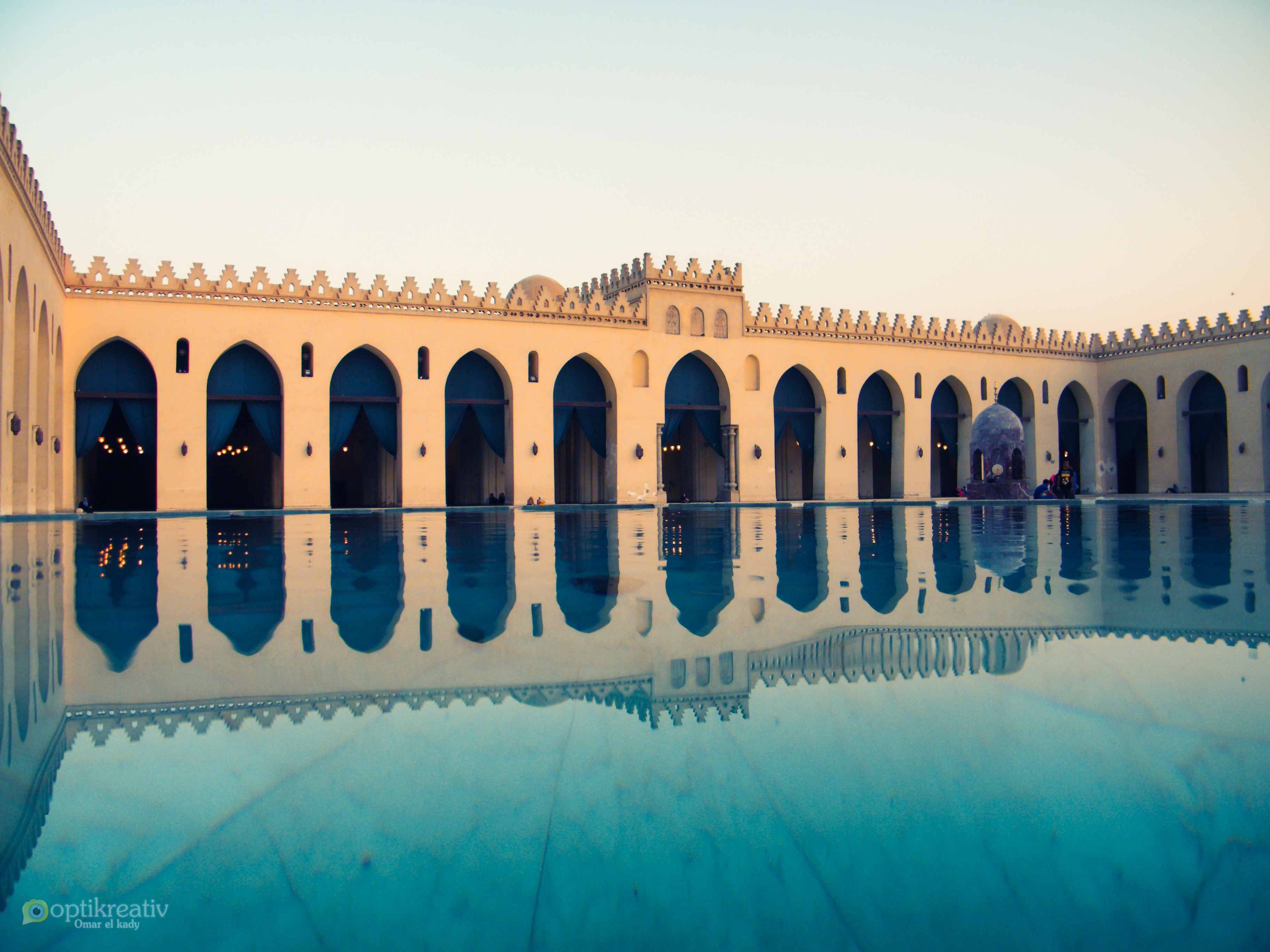
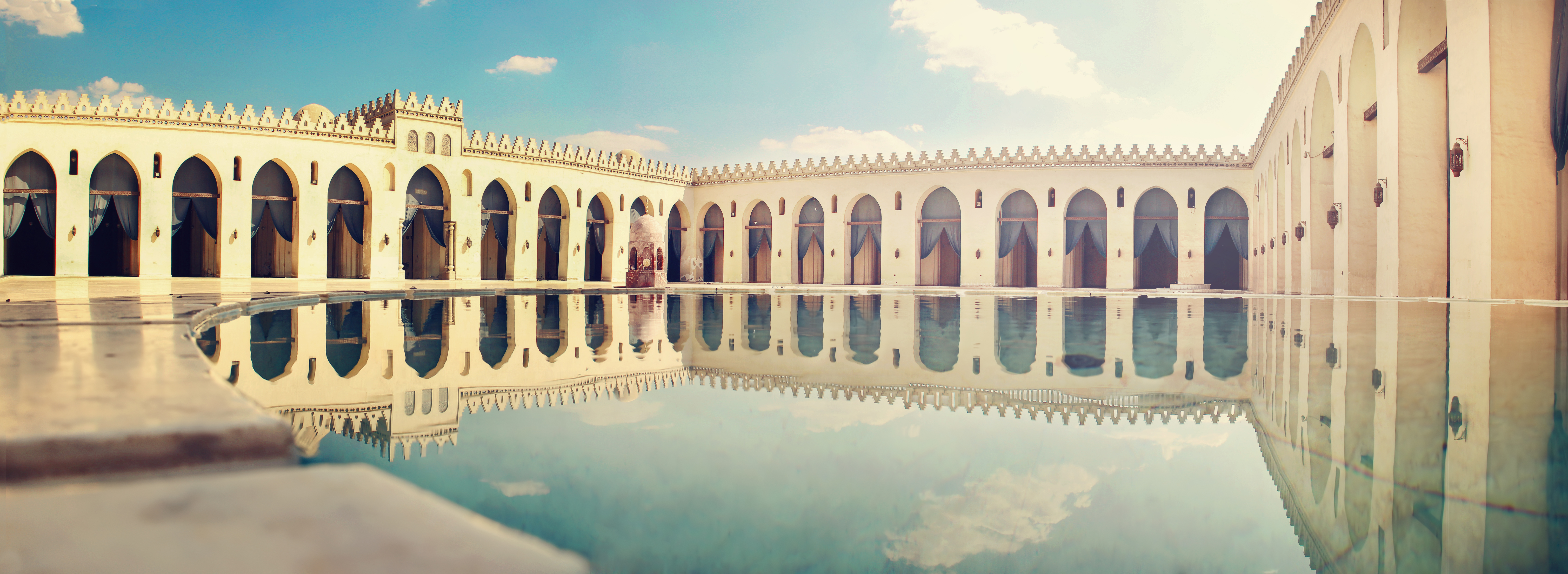
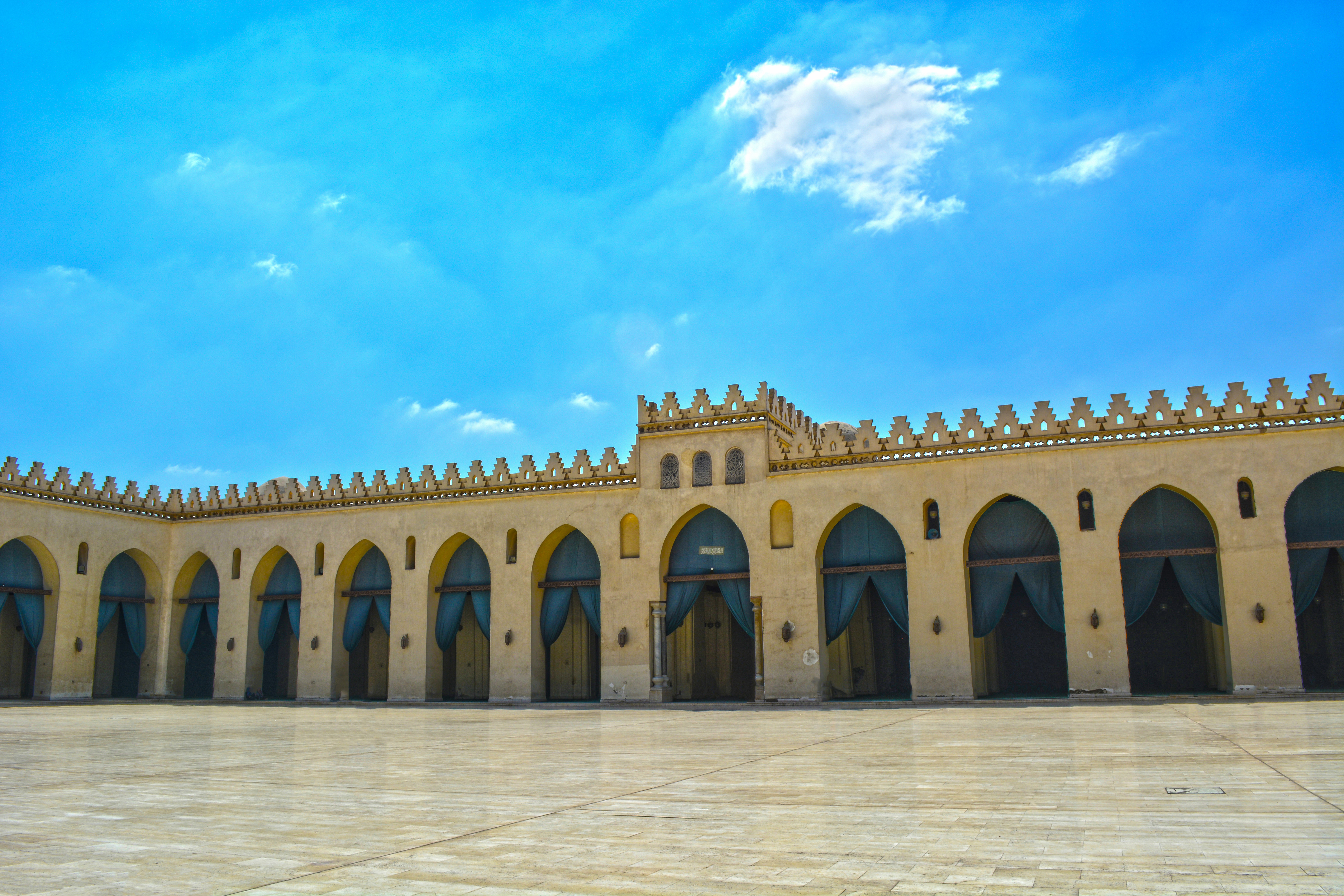
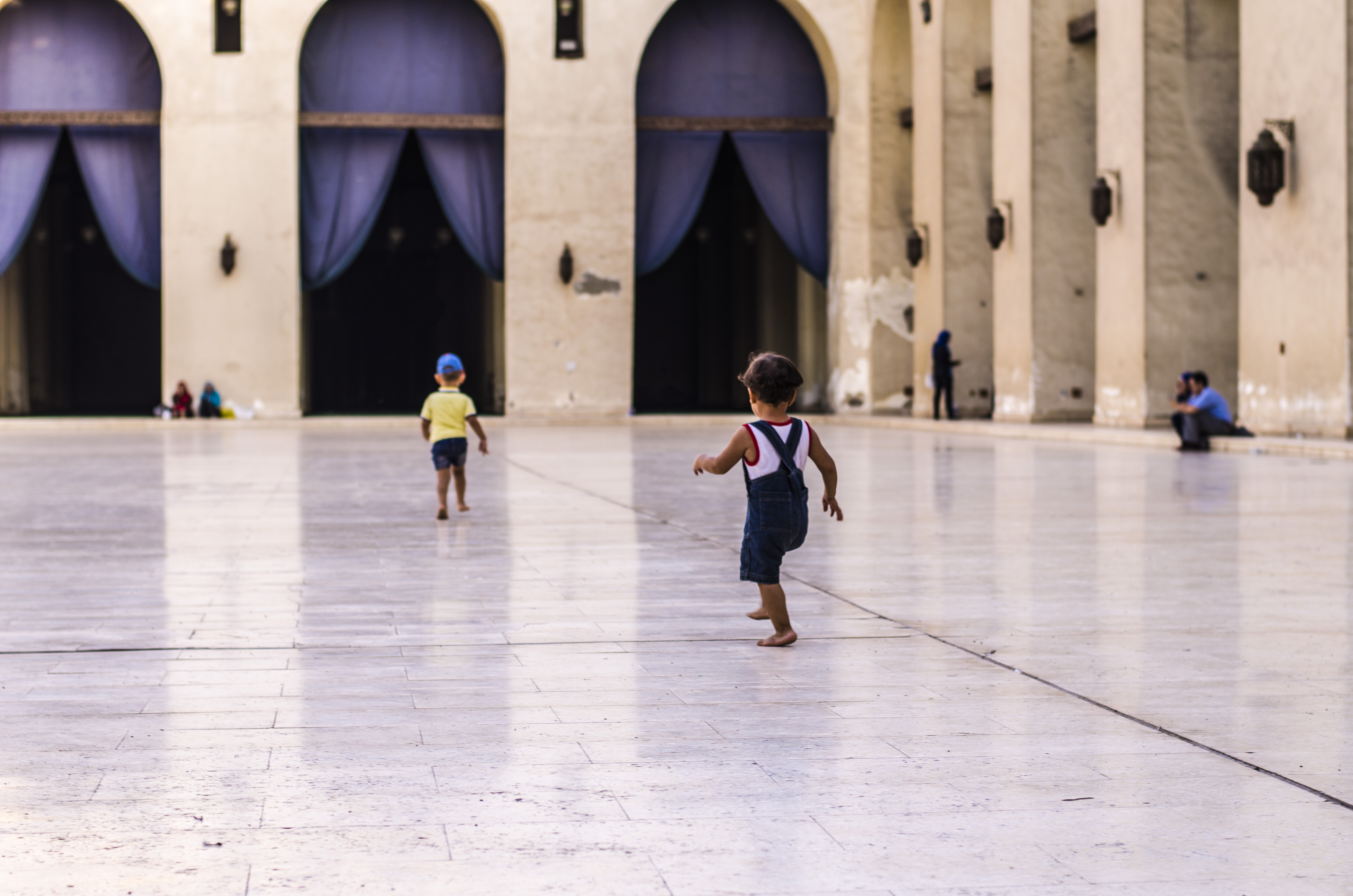
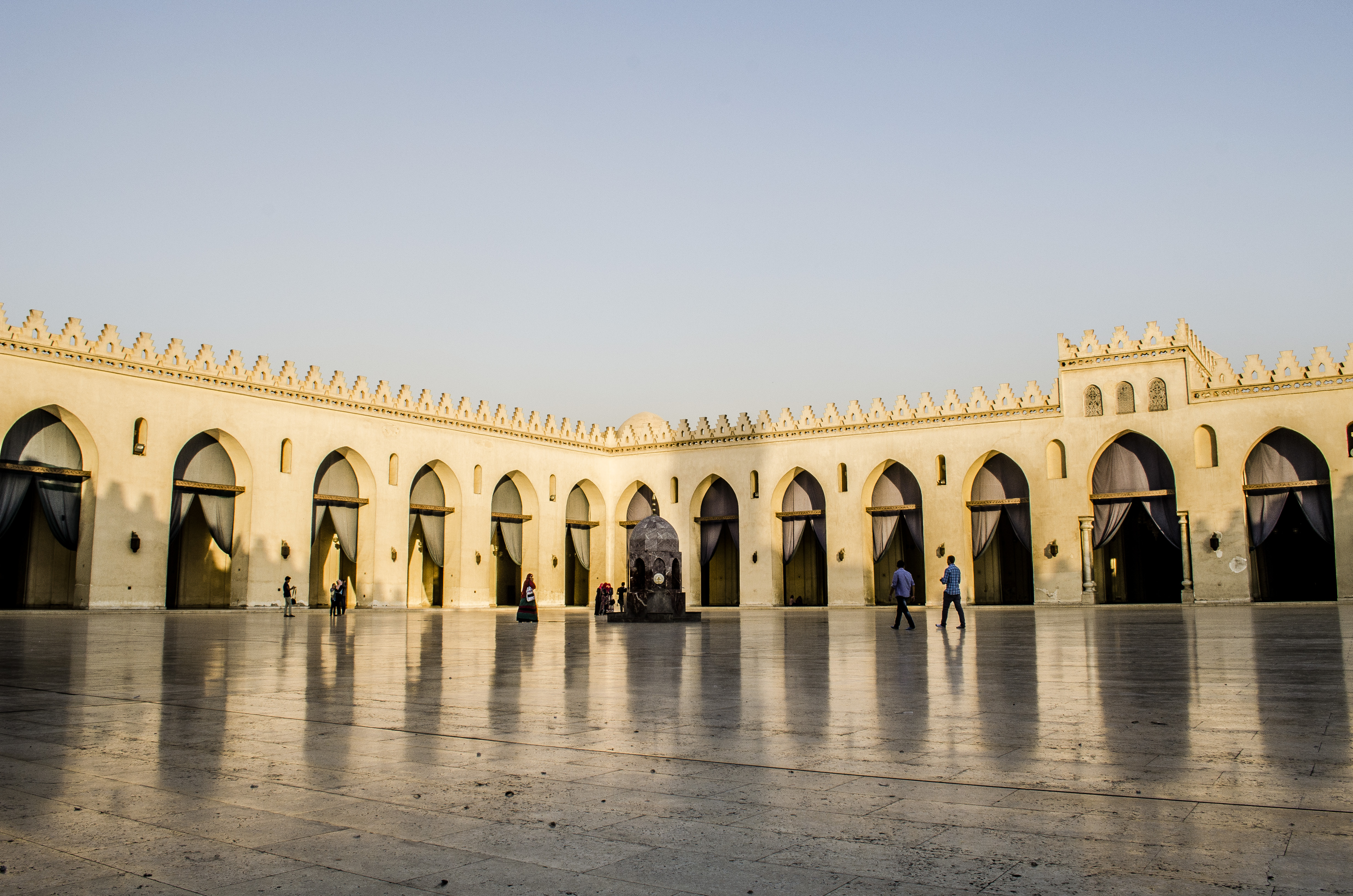
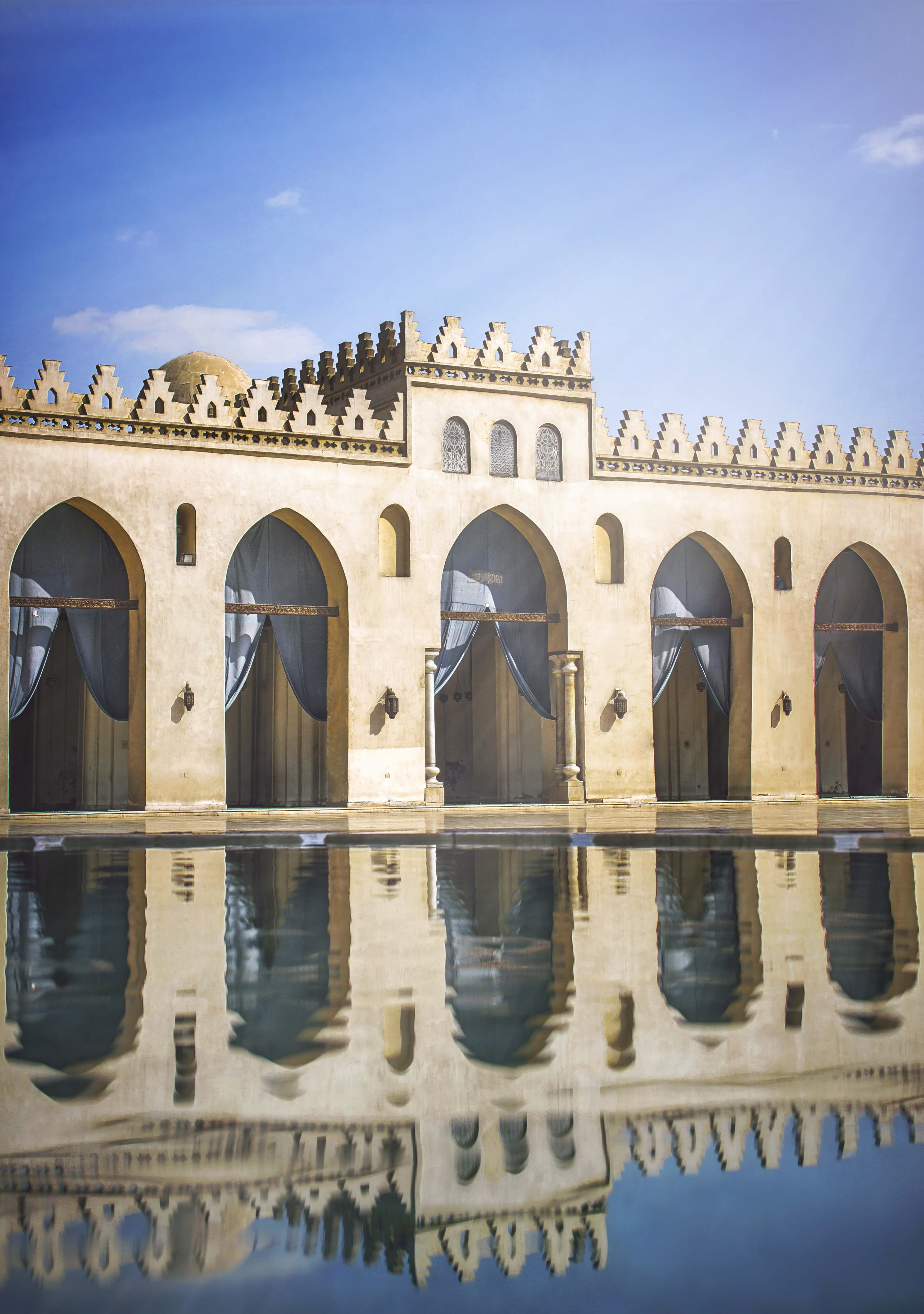
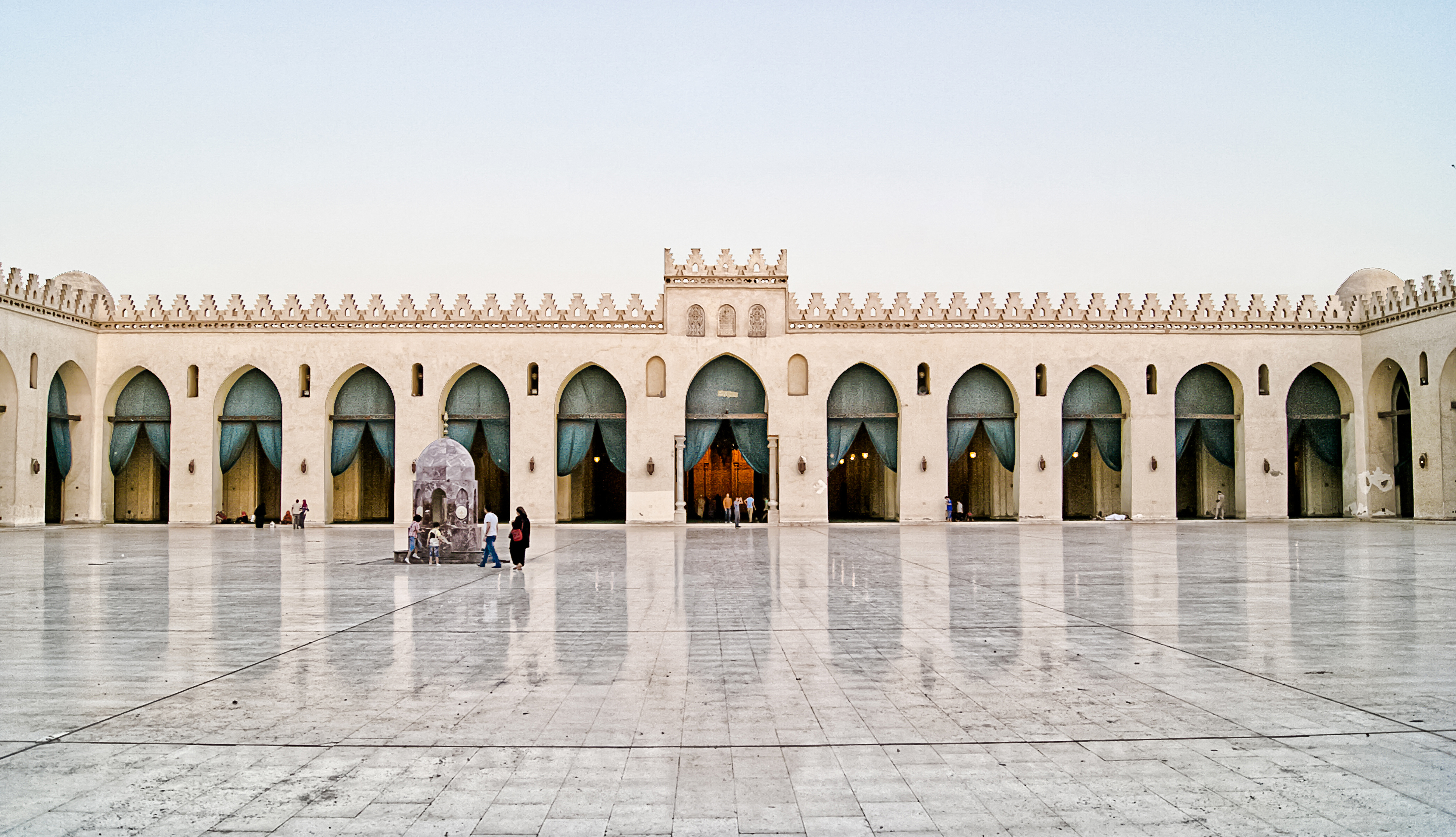
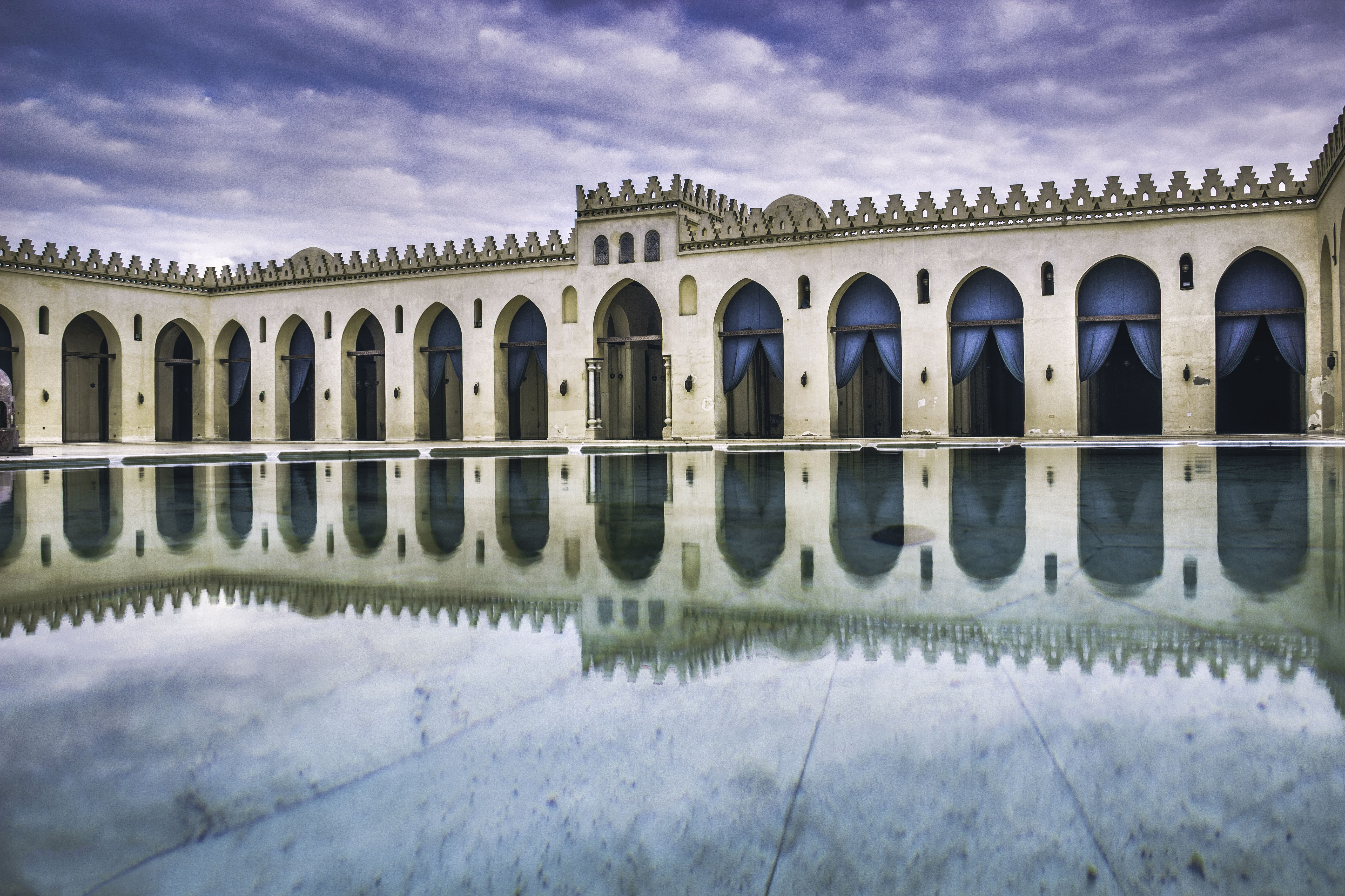

## وصلات خارجية
- قائمة بالمواقع السياحية وشركات السياحة بمصر وصور للمواقع السياحية